# Aeschynanthus ovatus
Aeschynanthus ovatus là một loài thực vật có hoa trong họ Tai voi. Loài này được (Merr.) Schltr. mô tả khoa học đầu tiên năm 1923.